# Păun, Iași

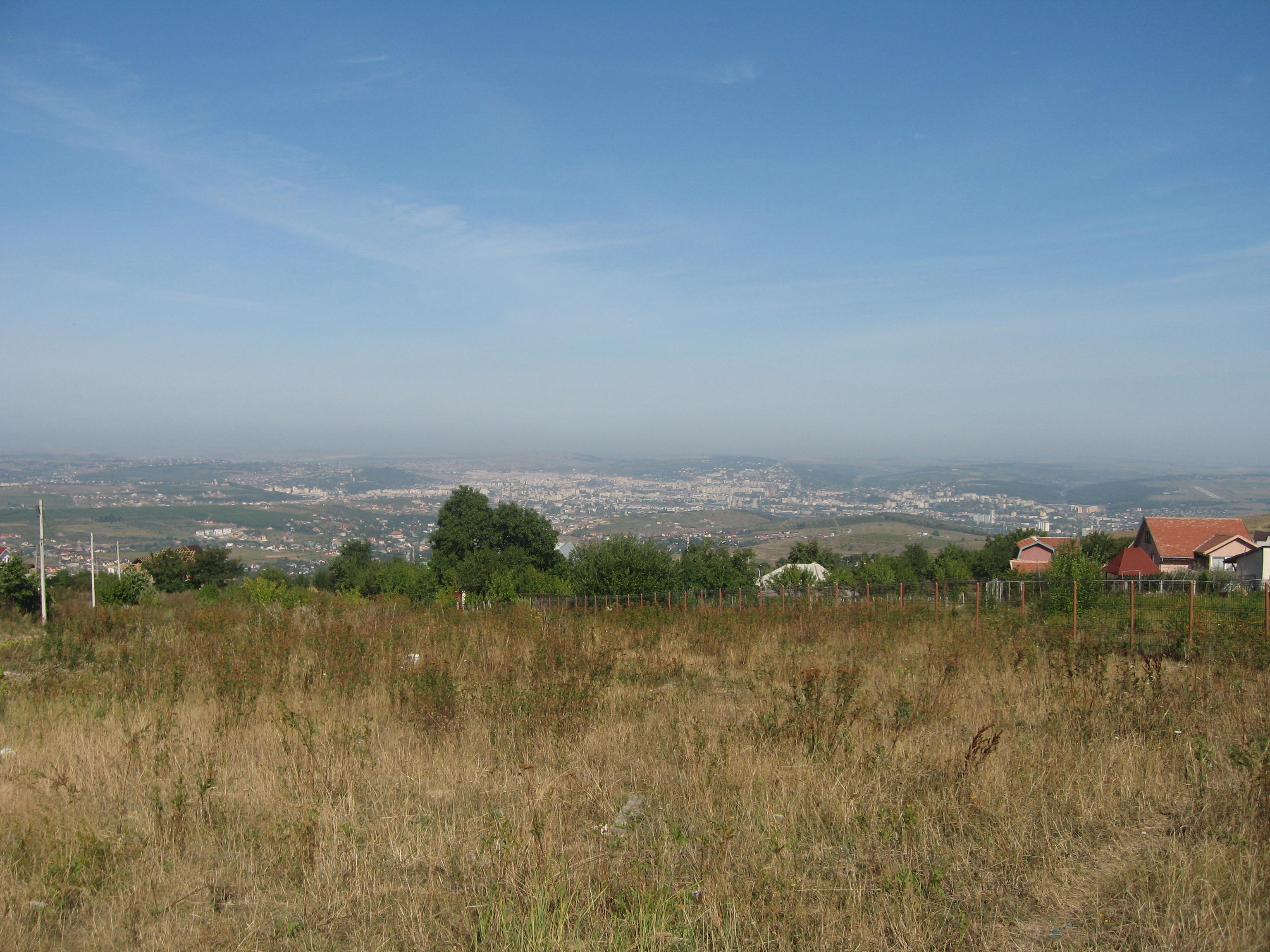
Iaşul văzut de pe dealul Păun

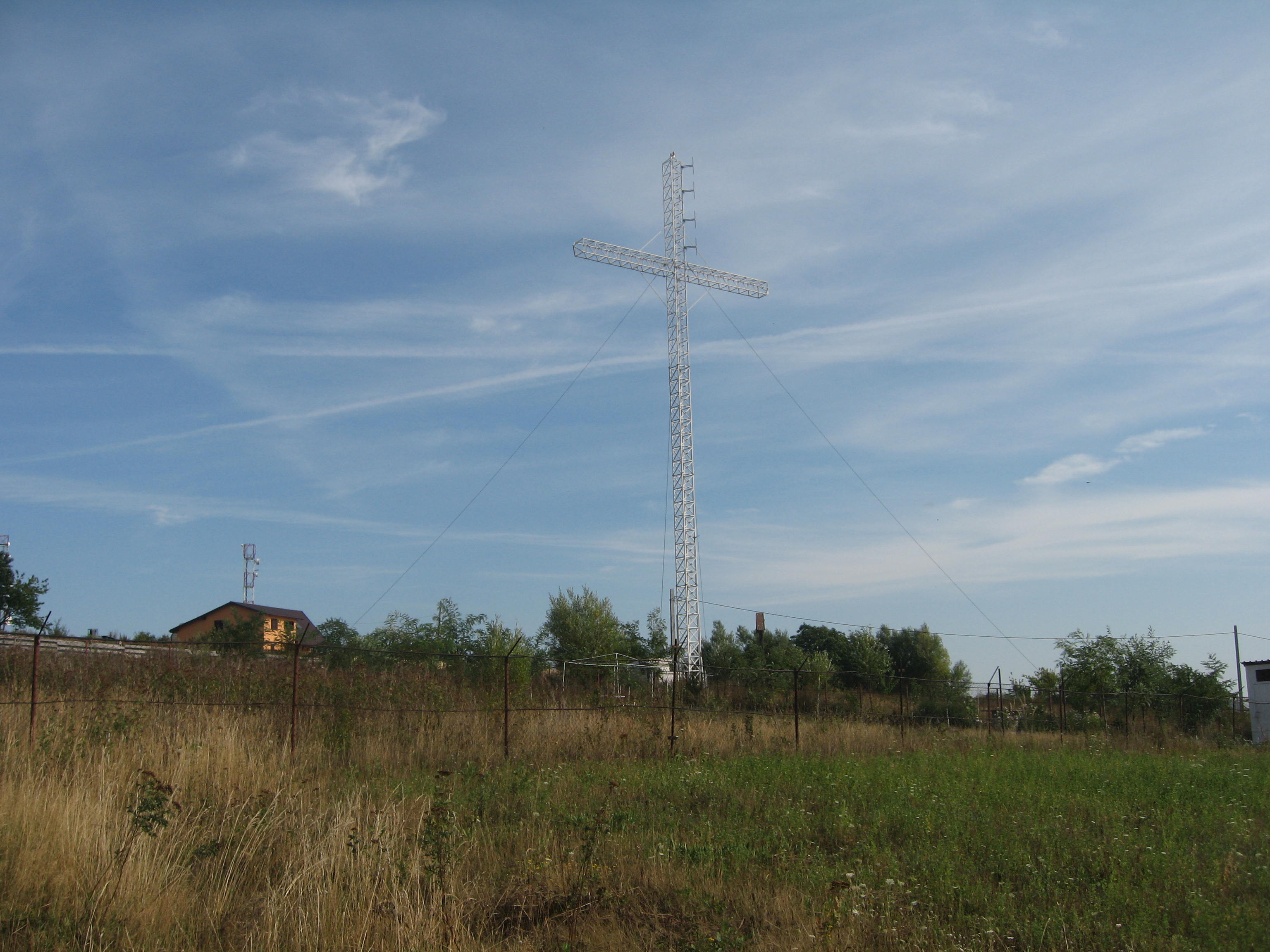
Antena Radio Trinitas în formă de cruce din satul Păun

Păun este un sat în comuna Bârnova din județul Iași, Moldova, România.

## Obiective turistice
- Biserica Sfinții Apostoli Petru și Pavel din Păun - construită în anul 1812, monument istoric
- Crucea Trinitas de pe Dealul Păun - amplasată pe dealul Păun la miezul nopții de 21/22 august 2006, cea mai înaltă cruce de pe teritoriul României [1]

## Legături externe
Materiale media legate de Păun la Wikimedia Commons